# Darischer Kalender
Der Darische Kalender ist ein Kalenderentwurf, der den Bedürfnissen künftiger Siedler auf dem Planeten Mars gerecht werden soll. Er wurde von dem Raumfahrtingenieur und Politologen Thomas Gangale 1985 geschaffen und nach seinem Sohn Darius benannt. Die Ideen des Darischen Kalenders basieren im Wesentlichen auf dem Gregorianischen Kalender, der heute in vielen Staaten der Welt für die Erde gilt.

## Marsjahr und Schaltjahrberechnung
Der marsianische Sonnentag (Sol) und das marsianische tropische Jahr sind die grundlegenden Zeitabschnitte, aus denen sich der Darische Kalender zusammensetzt. Ein Sol ist 39 Minuten 35,244 Sekunden länger als der terrestrische Sonnentag, und das tropische Jahr auf dem Mars besteht aus 668,5907 Sols. Die grundlegende Formel zur Schaltjahrberechnung ordnet somit jedem Marsjahrzehnt sechs Jahre mit 669 Sol Länge und vier Jahre mit 668 Sol Länge zu. Die Erstgenannten sind die Schaltjahre (auch wenn sie in diesem Fall häufiger sind als die Gemeinjahre) und sind jene Jahre, die entweder ungerade oder ohne Rest durch 10 teilbar sind.

## Aufbau des Kalenders
Das Jahr ist in 24 Monate eingeteilt. Die ersten 5 Monate jedes Vierteljahrs bestehen aus 28 Sol, wohingegen der jeweils sechste Monat nur 27 Sol hat. Die einzige Ausnahme hierzu stellt ein Schaltjahr dar, bei welchem der letzte Monat des Jahres aus 28 Sol besteht. Die Monatsnamen sind von den Namen der Tierkreiszeichen des Zodiaks abgeleitet, wobei je zwei Monate einem Tierkreiszeichen entsprechen. Dabei trägt der erste der beiden Monate den lateinischen Namen des Zeichens und der darauf folgende den Namen auf Sanskrit. Sagittarius und Dhanus, die ersten beiden Monate, entsprechen dem Schützen.
Eine Woche besteht aus sieben Sol, wobei zu beachten ist, dass die erste Woche des Monats immer mit dem ersten Wochentag beginnt. Bei einem 27-soligen Monat führt das dazu, dass der letzte Tag der vierten Woche entfällt.
In der folgenden Tabelle sind die Wochentage von links nach rechts: Solis, Lunae, Martis, Mercurii, Jovis, Veneris, Saturni.
| Sagittarius | Sagittarius | Sagittarius | Sagittarius | Sagittarius | Sagittarius | Sagittarius |    | Dhanus   | Dhanus   | Dhanus   | Dhanus   | Dhanus   | Dhanus   | Dhanus   |    | Capricornus | Capricornus | Capricornus | Capricornus | Capricornus | Capricornus | Capricornus |
| So          | Lu          | Ma          | Me          | Jo          | Ve          | Sa          | So | Lu       | Ma       | Me       | Jo       | Ve       | Sa       | So       | Lu | Ma          | Me          | Jo          | Ve          | Sa          |             |             |
| 1           | 2           | 3           | 4           | 5           | 6           | 7           | 1  | 2        | 3        | 4        | 5        | 6        | 7        | 1        | 2  | 3           | 4           | 5           | 6           | 7           |             |             |
| 8           | 9           | 10          | 11          | 12          | 13          | 14          | 8  | 9        | 10       | 11       | 12       | 13       | 14       | 8        | 9  | 10          | 11          | 12          | 13          | 14          |             |             |
| 15          | 16          | 17          | 18          | 19          | 20          | 21          | 15 | 16       | 17       | 18       | 19       | 20       | 21       | 15       | 16 | 17          | 18          | 19          | 20          | 21          |             |             |
| 22          | 23          | 24          | 25          | 26          | 27          | 28          | 22 | 23       | 24       | 25       | 26       | 27       | 28       | 22       | 23 | 24          | 25          | 26          | 27          | 28          |             |             |
|             |             |             |             |             |             |             |    |          |          |          |          |          |          |          |    |             |             |             |             |             |             |             |
| Makara      | Makara      | Makara      | Makara      | Makara      | Makara      | Makara      |    | Aquarius | Aquarius | Aquarius | Aquarius | Aquarius | Aquarius | Aquarius |    | Kumbha      | Kumbha      | Kumbha      | Kumbha      | Kumbha      | Kumbha      | Kumbha      |
| So          | Lu          | Ma          | Me          | Jo          | Ve          | Sa          | So | Lu       | Ma       | Me       | Jo       | Ve       | Sa       | So       | Lu | Ma          | Me          | Jo          | Ve          | Sa          |             |             |
| 1           | 2           | 3           | 4           | 5           | 6           | 7           | 1  | 2        | 3        | 4        | 5        | 6        | 7        | 1        | 2  | 3           | 4           | 5           | 6           | 7           |             |             |
| 8           | 9           | 10          | 11          | 12          | 13          | 14          | 8  | 9        | 10       | 11       | 12       | 13       | 14       | 8        | 9  | 10          | 11          | 12          | 13          | 14          |             |             |
| 15          | 16          | 17          | 18          | 19          | 20          | 21          | 15 | 16       | 17       | 18       | 19       | 20       | 21       | 15       | 16 | 17          | 18          | 19          | 20          | 21          |             |             |
| 22          | 23          | 24          | 25          | 26          | 27          | 28          | 22 | 23       | 24       | 25       | 26       | 27       | 28       | 22       | 23 | 24          | 25          | 26          | 27          |             |             |             |
|             |             |             |             |             |             |             |    |          |          |          |          |          |          |          |    |             |             |             |             |             |             |             |
| Pisces      | Pisces      | Pisces      | Pisces      | Pisces      | Pisces      | Pisces      |    | Mina     | Mina     | Mina     | Mina     | Mina     | Mina     | Mina     |    | Aries       | Aries       | Aries       | Aries       | Aries       | Aries       | Aries       |
| So          | Lu          | Ma          | Me          | Jo          | Ve          | Sa          | So | Lu       | Ma       | Me       | Jo       | Ve       | Sa       | So       | Lu | Ma          | Me          | Jo          | Ve          | Sa          |             |             |
| 1           | 2           | 3           | 4           | 5           | 6           | 7           | 1  | 2        | 3        | 4        | 5        | 6        | 7        | 1        | 2  | 3           | 4           | 5           | 6           | 7           |             |             |
| 8           | 9           | 10          | 11          | 12          | 13          | 14          | 8  | 9        | 10       | 11       | 12       | 13       | 14       | 8        | 9  | 10          | 11          | 12          | 13          | 14          |             |             |
| 15          | 16          | 17          | 18          | 19          | 20          | 21          | 15 | 16       | 17       | 18       | 19       | 20       | 21       | 15       | 16 | 17          | 18          | 19          | 20          | 21          |             |             |
| 22          | 23          | 24          | 25          | 26          | 27          | 28          | 22 | 23       | 24       | 25       | 26       | 27       | 28       | 22       | 23 | 24          | 25          | 26          | 27          | 28          |             |             |
|             |             |             |             |             |             |             |    |          |          |          |          |          |          |          |    |             |             |             |             |             |             |             |
| Mesha       | Mesha       | Mesha       | Mesha       | Mesha       | Mesha       | Mesha       |    | Taurus   | Taurus   | Taurus   | Taurus   | Taurus   | Taurus   | Taurus   |    | Rishabha    | Rishabha    | Rishabha    | Rishabha    | Rishabha    | Rishabha    | Rishabha    |
| So          | Lu          | Ma          | Me          | Jo          | Ve          | Sa          | So | Lu       | Ma       | Me       | Jo       | Ve       | Sa       | So       | Lu | Ma          | Me          | Jo          | Ve          | Sa          |             |             |
| 1           | 2           | 3           | 4           | 5           | 6           | 7           | 1  | 2        | 3        | 4        | 5        | 6        | 7        | 1        | 2  | 3           | 4           | 5           | 6           | 7           |             |             |
| 8           | 9           | 10          | 11          | 12          | 13          | 14          | 8  | 9        | 10       | 11       | 12       | 13       | 14       | 8        | 9  | 10          | 11          | 12          | 13          | 14          |             |             |
| 15          | 16          | 17          | 18          | 19          | 20          | 21          | 15 | 16       | 17       | 18       | 19       | 20       | 21       | 15       | 16 | 17          | 18          | 19          | 20          | 21          |             |             |
| 22          | 23          | 24          | 25          | 26          | 27          | 28          | 22 | 23       | 24       | 25       | 26       | 27       | 28       | 22       | 23 | 24          | 25          | 26          | 27          |             |             |             |
|             |             |             |             |             |             |             |    |          |          |          |          |          |          |          |    |             |             |             |             |             |             |             |
| Gemini      | Gemini      | Gemini      | Gemini      | Gemini      | Gemini      | Gemini      |    | Mithuna  | Mithuna  | Mithuna  | Mithuna  | Mithuna  | Mithuna  | Mithuna  |    | Cancer      | Cancer      | Cancer      | Cancer      | Cancer      | Cancer      | Cancer      |
| So          | Lu          | Ma          | Me          | Jo          | Ve          | Sa          | So | Lu       | Ma       | Me       | Jo       | Ve       | Sa       | So       | Lu | Ma          | Me          | Jo          | Ve          | Sa          |             |             |
| 1           | 2           | 3           | 4           | 5           | 6           | 7           | 1  | 2        | 3        | 4        | 5        | 6        | 7        | 1        | 2  | 3           | 4           | 5           | 6           | 7           |             |             |
| 8           | 9           | 10          | 11          | 12          | 13          | 14          | 8  | 9        | 10       | 11       | 12       | 13       | 14       | 8        | 9  | 10          | 11          | 12          | 13          | 14          |             |             |
| 15          | 16          | 17          | 18          | 19          | 20          | 21          | 15 | 16       | 17       | 18       | 19       | 20       | 21       | 15       | 16 | 17          | 18          | 19          | 20          | 21          |             |             |
| 22          | 23          | 24          | 25          | 26          | 27          | 28          | 22 | 23       | 24       | 25       | 26       | 27       | 28       | 22       | 23 | 24          | 25          | 26          | 27          | 28          |             |             |
|             |             |             |             |             |             |             |    |          |          |          |          |          |          |          |    |             |             |             |             |             |             |             |
| Karka       | Karka       | Karka       | Karka       | Karka       | Karka       | Karka       |    | Leo      | Leo      | Leo      | Leo      | Leo      | Leo      | Leo      |    | Simha       | Simha       | Simha       | Simha       | Simha       | Simha       | Simha       |
| So          | Lu          | Ma          | Me          | Jo          | Ve          | Sa          | So | Lu       | Ma       | Me       | Jo       | Ve       | Sa       | So       | Lu | Ma          | Me          | Jo          | Ve          | Sa          |             |             |
| 1           | 2           | 3           | 4           | 5           | 6           | 7           | 1  | 2        | 3        | 4        | 5        | 6        | 7        | 1        | 2  | 3           | 4           | 5           | 6           | 7           |             |             |
| 8           | 9           | 10          | 11          | 12          | 13          | 14          | 8  | 9        | 10       | 11       | 12       | 13       | 14       | 8        | 9  | 10          | 11          | 12          | 13          | 14          |             |             |
| 15          | 16          | 17          | 18          | 19          | 20          | 21          | 15 | 16       | 17       | 18       | 19       | 20       | 21       | 15       | 16 | 17          | 18          | 19          | 20          | 21          |             |             |
| 22          | 23          | 24          | 25          | 26          | 27          | 28          | 22 | 23       | 24       | 25       | 26       | 27       | 28       | 22       | 23 | 24          | 25          | 26          | 27          |             |             |             |
|             |             |             |             |             |             |             |    |          |          |          |          |          |          |          |    |             |             |             |             |             |             |             |
| Virgo       | Virgo       | Virgo       | Virgo       | Virgo       | Virgo       | Virgo       |    | Kanya    | Kanya    | Kanya    | Kanya    | Kanya    | Kanya    | Kanya    |    | Libra       | Libra       | Libra       | Libra       | Libra       | Libra       | Libra       |
| So          | Lu          | Ma          | Me          | Jo          | Ve          | Sa          | So | Lu       | Ma       | Me       | Jo       | Ve       | Sa       | So       | Lu | Ma          | Me          | Jo          | Ve          | Sa          |             |             |
| 1           | 2           | 3           | 4           | 5           | 6           | 7           | 1  | 2        | 3        | 4        | 5        | 6        | 7        | 1        | 2  | 3           | 4           | 5           | 6           | 7           |             |             |
| 8           | 9           | 10          | 11          | 12          | 13          | 14          | 8  | 9        | 10       | 11       | 12       | 13       | 14       | 8        | 9  | 10          | 11          | 12          | 13          | 14          |             |             |
| 15          | 16          | 17          | 18          | 19          | 20          | 21          | 15 | 16       | 17       | 18       | 19       | 20       | 21       | 15       | 16 | 17          | 18          | 19          | 20          | 21          |             |             |
| 22          | 23          | 24          | 25          | 26          | 27          | 28          | 22 | 23       | 24       | 25       | 26       | 27       | 28       | 22       | 23 | 24          | 25          | 26          | 27          | 28          |             |             |
|             |             |             |             |             |             |             |    |          |          |          |          |          |          |          |    |             |             |             |             |             |             |             |
| Tula        | Tula        | Tula        | Tula        | Tula        | Tula        | Tula        |    | Scorpius | Scorpius | Scorpius | Scorpius | Scorpius | Scorpius | Scorpius |    | Vrishika    | Vrishika    | Vrishika    | Vrishika    | Vrishika    | Vrishika    | Vrishika    |
| So          | Lu          | Ma          | Me          | Jo          | Ve          | Sa          | So | Lu       | Ma       | Me       | Jo       | Ve       | Sa       | So       | Lu | Ma          | Me          | Jo          | Ve          | Sa          |             |             |
| 1           | 2           | 3           | 4           | 5           | 6           | 7           | 1  | 2        | 3        | 4        | 5        | 6        | 7        | 1        | 2  | 3           | 4           | 5           | 6           | 7           |             |             |
| 8           | 9           | 10          | 11          | 12          | 13          | 14          | 8  | 9        | 10       | 11       | 12       | 13       | 14       | 8        | 9  | 10          | 11          | 12          | 13          | 14          |             |             |
| 15          | 16          | 17          | 18          | 19          | 20          | 21          | 15 | 16       | 17       | 18       | 19       | 20       | 21       | 15       | 16 | 17          | 18          | 19          | 20          | 21          |             |             |
| 22          | 23          | 24          | 25          | 26          | 27          | 28          | 22 | 23       | 24       | 25       | 26       | 27       | 28       | 22       | 23 | 24          | 25          | 26          | 27          | 28          |             |             |

Der letzte Tag des Monats Vrishika ist ein Schalttag, der nicht in jedem Jahr auftritt.

## Jahresbeginn
Der Beginn des marsianischen Jahres liegt in der Nähe des Äquinoktiums, welches den Frühlingsanfang auf der nördlichen Hemisphäre des Planeten markiert. Der Mars hat gegenwärtig eine Bahnneigung ähnlich der der Erde, so dass die marsianischen Jahreszeiten wahrnehmbar sind. Aufgrund der höheren Exzentrizität der Marsbahn im Vergleich zur Erdbahn kommt es jedoch zu einer erheblichen Verstärkung der Jahreszeiten auf der einen Marshalbkugel und im Gegenzug zu einer Abschwächung auf der jeweils anderen Marshalbkugel. Die fortgeschrittensten Berechnungen des Darischen Kalenders berücksichtigen selbst eine geringfügige Verlängerung des Tropischen Marsjahrs im Verlauf mehrerer Jahrtausende. Diese erzwingen eine kompliziertere Schaltjahrberechnung (für mehr Details siehe den unten angegebenen Link).

## Epoche
Die Wahl der marsianischen Epoche war einer der größten Streitpunkte und Kontroversen. Ursprünglich wurde dafür der Juli des Jahres 1976 vorgesehen, in Anerkennung des US-amerikanischen Viking-Programms mit der ersten weichen Landung einer Raumsonde auf der Marsoberfläche. Diese Wahl führte zu mehreren Problemen. Zum einen wurde das Zelebrieren der Viking-Landungen von manchen Personengruppen als nationalistisch gefärbt empfunden, nicht zuletzt, weil die eigentliche erste weiche Landung einer Marssonde bereits 1971 durch die sowjetische Mars-3-Sonde stattfand, deren Funkkontakt allerdings schon nach zwanzig Sekunden abbrach. Des Weiteren mussten die vielen teleskopischen Beobachtungen des Mars aus den letzten 400 Jahren auf negative Zeitdaten versetzt werden. Daraufhin schlug Peter Kokh im Oktober 1999 als Startpunkt das Jahr 1609 bzw. 1610 vor, in Anerkennung der von Johannes Kepler entwickelten Keplerschen Gesetze unter Zuhilfenahme von Tycho Brahes Beobachtungen sowie Galileo Galileis ersten Beobachtungen des Mars mit Hilfe eines Teleskops.

## Varianten

### Martiana
Im Jahr 2002 entwickelte Gangale eine Variante des Darischen Kalenders, welche die Monate und die Sols der Woche mit Hilfe eines sich wiederholenden Musters in Einklang bringt. Dadurch wird das Auslassen von Sols in bestimmten Wochen verhindert.
In dieser Martiana bezeichneten Variante des Kalenders beginnen alle Monate eines bestimmten Quartals am gleichen Wochensol, wobei sich der jeweilige Sol zum Monatsanfang von Quartal zu Quartal verschiebt.
Die ungeraden Jahre sind dabei Schaltjahre mit einem zusätzlichen Tag am 28. Vrishika, somit beginnt das gerade Jahr wieder mit dem Tag Solis.
Ein zusätzlicher Schalttag, der mit Ausnahmen alle 10 Jahre anfällt, bleibt außerhalb der regulären Wochentagszählung, somit bleibt der Zweijahreszyklus der Wochentage erhalten.
Die folgende Tabelle stellt eine erweiterte Formel für die Schaltjahre in unterschiedlichen Epochen dar:
| Jahreszahlbereich | Formel                            | Durchschnittliche Länge eines Kalenderjahres (in Sol) |
| ----------------- | --------------------------------- | ----------------------------------------------------- |
| 0000 bis 2000     | (Y − 1)\2 + Y\10 − Y\100 + Y\1000 | 668,5910                                              |
| 2001 bis 4800     | (Y − 1)\2 + Y\10 − Y\150          | 668,5933                                              |
| 4801 bis 6800     | (Y − 1)\2 + Y\10 − Y\200          | 668,5950                                              |
| 6801 bis 8400     | (Y − 1)\2 + Y\10 − Y\300          | 668,5967                                              |
| 08401 bis 10000   | (Y − 1)\2 + Y\10 − Y\600          | 668,5983                                              |

Anmerkung: Der Operator „\“ (Backslash) führt eine Division durch und liefert den ganzzahligen Anteil des Ergebnisses.
Diese erweiterte Schaltregel resultiert in einem Fehler von nur noch einem Sol in 12.000 Marsjahren.

#### Beispiele
Für die Marsjahre 0 bis 20 ergibt sich daraus diese Zuordnung für die Kalenderjahre:
| Marsjahr | Art des Kalenderjahrs | Länge (in Sol) |
| -------- | --------------------- | -------------- |
| 0        | Schaltjahr            | 668            |
| 1        | Gemeinjahr            | 669            |
| 2        | Schaltjahr            | 668            |
| 3        | Gemeinjahr            | 669            |
| 4        | Schaltjahr            | 668            |
| 5        | Gemeinjahr            | 669            |
| 6        | Schaltjahr            | 668            |
| 7        | Gemeinjahr            | 669            |
| 8        | Schaltjahr            | 668            |
| 9        | Gemeinjahr            | 669            |
| 10       | Gemeinjahr            | 669            |
| 11       | Gemeinjahr            | 669            |
| 12       | Schaltjahr            | 668            |
| 13       | Gemeinjahr            | 669            |
| …        | …                     | …              |
| 20       | Gemeinjahr            | 669            |

Die folgende Tabelle zeigt den Sol der Woche, mit dem jeder Monat des entsprechenden Quartals beginnt. Das Erste Quartal entspricht dem Frühling auf der marsianischen Nordhalbkugel und dem Herbst auf der marsianischen Südhalbkugel.
|                      | Erstes Quartal | Zweites Quartal | Drittes Quartal | Viertes Quartal |
| -------------------- | -------------- | --------------- | --------------- | --------------- |
| Geradzahlige Jahre   | Solis          | Saturni         | Veneris         | Jovis           |
| Ungeradzahlige Jahre | Mercurii       | Martis          | Lunae           | Solis           |

### Vergleich zum Gregorianischen Kalender
Der Darische Kalender definiert Kalenderjahre für den Mars, die das tropische Jahr auf dem Mars approximieren, das zurzeit aus etwa 668,5907 marsianischen Sonnentagen (Sols) besteht. Der Gregorianische Kalender definiert stattdessen Kalenderjahre für die Erde, die das tropische Jahr auf der Erde approximieren, das zurzeit aus etwa 365,24219 irdischen Sonnentagen besteht. Der Darische Kalender verwendet für die Schaltregeln folgende endlichen alternierenden Reihen:
- {\displaystyle 669-{\tfrac {1}{2}}+{\tfrac {1}{10}}-{\tfrac {1}{100}}+{\tfrac {1}{1000}}} = 668,5910 (Marsjahre 0 bis 2000)
- {\displaystyle 669-{\tfrac {1}{2}}+{\tfrac {1}{10}}-{\tfrac {1}{150}}} = 668,5933 (Marsjahre 2001 bis 4800)
- {\displaystyle 669-{\tfrac {1}{2}}+{\tfrac {1}{10}}-{\tfrac {1}{200}}} = 668,5950 (Marsjahre 4801 bis 6800)
- {\displaystyle 669-{\tfrac {1}{2}}+{\tfrac {1}{10}}-{\tfrac {1}{300}}} = 668,5967 (Marsjahre 6801 bis 8400)
- {\displaystyle 669-{\tfrac {1}{2}}+{\tfrac {1}{10}}-{\tfrac {1}{600}}} = 668,5983 (Marsjahre 8401 bis 10000)

Dabei hat jedes marsianische Gemeinjahr 669 Tage und jedes marsianische Schaltjahr hat 668 Tage. Der Gregorianische Kalender verwendet stattdessen für die Schaltregeln die endliche alternierende Reihe {\displaystyle 365+{\tfrac {1}{4}}-{\tfrac {1}{100}}+{\tfrac {1}{400}}} = 365,2425. Dabei hat jedes irdische Gemeinjahr 365 Tage und jedes irdische Schaltjahr hat 366 Tage. Für beide Kalender werden Stammbrüche für die Schaltregeln verwendet, wobei der Nenner jedes Stammbruchs ein ganzzahliges Vielfaches des vorherigen Stammbruchs ist. Außerdem wurden jeweils Schaltregeln gewählt, die mit einem Zyklus von 2, 10, 100, 150, 200, 300, 600 und 1000 Marsjahren beziehungsweise 4, 100 und 400 irdischen Jahren einfache Teilbarkeitsregeln im Dezimalsystem gewährleisten.

### Weitere Varianten
Kim Stanley Robinson griff in seiner Marstrilogie die Idee des Darischen Kalenders auf. Im Unterschied zum Darischen Kalender ist bei diesem Kalender nicht jeder sechste, sondern jeder achte Monat einer mit 27 Sols, sodass es nur drei davon gibt. Auch werden die Monate nicht nach den Tierkreiszeichen benannt, sondern tragen die traditionellen Namen, die jeweils doppelt zählen (1. Januar, 2. Januar, 1. Februar, 2. Februar usw.). Anders als Gangale lässt Robinson die Jahreszählung mit der Landung der First Hundred im September 2027 beginnen. Insgesamt ist dieser Kalender 669 marsianische Sols und 689 irdische Tage lang.
Ein ähnlicher Kalender wird im Manga Aqua von Kozue Amano beschrieben. Dort tragen die Monate allerdings keine Namen, sondern werden nach heutiger japanischer Praxis einfach durchgezählt.
Weitere Varianten des Darischen Kalenders sind der Darian Defrost Calendar und der Utopian Calendar. Sie unterscheiden sich vom eigentlichen Darischen Kalender durch alternative Monats- und Wochentagsnamen. Der Heron-Kalender verwendet außerdem noch das Martina-Schema und beginnt 13 Tage nach der Wintersonnenwende auf der Nordhalbkugel. Außerdem verwendet er die ursprünglich vorgesehene Epoche, den Juli 1975. Der Naughton-O’Meara-Kalender verwendet dagegen die heute übliche Epoche, den 1. Januar 1. Auch hält er sich strikt an die entsprechende Jahreszählung, was bedeutet, dass die Jahreszahl sich ein- oder zweimal während des marsianischen Jahres ändert.

## Weitere Darische Kalender
1998 passte Gangale den Darischen Kalender für die Nutzung auf den vier galileischen Monden Jupiters (Io, Europa, Ganymed und Kallisto) an. Im Jahr 2003 entwickelte er eine Variante des Kalenders für Titan.

## Andere Marskalender
Ein weiterer Marskalender wurde 1993 von Robert Zubrin entwickelt. Wie Thomas Gangale benannte auch Zubrin die Monate nach den Tierkreiszeichen des Zodiak. Anders als beim Darischen Kalender hat Zubrins Marskalender jedoch nur 12 Monate. Deren Länge und Name wird durch das Tierkreiszeichen bestimmt, in welchem sich der Mars, von der Sonne aus gesehen, gerade befindet. Den Jahresanfang legte Zubrin auf die Frühlingstagundnachtgleiche, als Epoche wählte er das irdische Jahr 1961, da es zum einen ein Jahr ist, in welchem der Jahresbeginn auf Erde und Mars auf den gleichen Tag fallen. Zum anderen ist es das letzte dieser Jahre, bevor die ersten Raumsonden dort landeten.
Lange bevor die bisher erwähnten Kalender entwickelt wurden, hatte bereits Robert Grant Aitken 1936 einen Marskalender veröffentlicht. Darin wird das Jahr in vier Jahreszeiten unterteilt, welche wiederum in jeweils vier Quartale unterteilt werden. Die ersten drei Quartale umfassen immer 42 Tage, das letzte immer 41 Tage. Somit hat eine Jahreszeit insgesamt 167 Tage. Eines Ausnahme bildet die letzte Jahreszeit. In Schaltjahren wird ihrem letzten Quartal der Schalttag als 42. Tag angehängt, wie beim Darischen Kalender auch.
Schaltjahre sind alle Jahre, deren Jahreszahl ohne Rest durch 2 teilbar ist. Ist die Jahreszahl außerdem noch ohne Rest durch 10 teilbar, wird zusätzlich noch ein Mittjahrestag geschaltet. Dieser wird dem letzten Quartal der zweiten Jahreszeit als 42. Tag angehängt. Schaltjahre beginnen stets mit einem Mittwoch, Normaljahre beginnen mit einem Sonntag.
Die erste Jahreszeit entspricht dem Frühling auf der Nordhalbkugel und dem Herbst auf der Südhalbkugel. Eine definierte Epoche gibt es nicht.